# Охвамекари
Охвамекари (груз. ოხვამეკარი) — село в Грузии, на территории Хобского муниципалитета края (мхаре) Самегрело-Верхняя Сванетия.

## География
Село находится в западной части Грузии, на расстоянии приблизительно 5 километров (по прямой) к северо-западу от города Хоби, административного центра муниципалитета. Абсолютная высота — 76 метров над уровнем моря.

## Население
По результатам официальной переписи населения 2014 года, в Охвамекари проживал 391 человек (183 мужчины и 208 женщин). В национальной структуре населения грузины составляли 99,7 %, украинцы — 0,3 %.
| Год  | Население, человек |
| ---- | ------------------ |
| 2002 | 424                |
| 2014 | ↘ 391              |